# Eptasartorite
L'eptasartorite (simbolo IMA: Hsat) è un minerale del gruppo della sartorite appartenente alla famiglia dei "solfuri e solfosali" con composizione chimica Tl7Pb22As55S108.

## Etimologia e storia
L'eptasartorite è stata chiamata in questo modo per la sua relazione con la sartorite e per la sua sovrastruttura a sette strati (epta in greco significa 'sette') dalla struttura di base da 4,2 Å. Il nome radice è in onore di Wolfgang Sartorius von Waltershausen (1809 - 1876) professore di mineralogia presso l'Università Georg-August di Gottinga, Germania.

## Classificazione
L'eptasartorite è stata approvata dall'Associazione Mineralogica Internazionale (IMA) come specie minerale a sé stante nel 2015, quindi non è elencata nella classica nona edizione della sistematica dei minerali di Strunz, aggiornata dall'IMA al 2009.
Il minerale è elencato nell'edizione successiva, proseguita dal database "mindat.org" e chiamata Classificazione Strunz-mindat, dove l'eptasartorite compare nella classe dei "solfuri e solfosali (solfuri, seleniuri, tellururi; arseniuri, antimoniuri, bismuturi; solfoarseniuri, solfoantimonuri, solfobismuturi, ecc.)" e nella sottoclasse "2.H Solfosali di archetipo SnS"; questa è ulteriormente suddivisa in base all'eventuale presenza di alcuni metalli, in modo che il minerale possa essere trovato nella sezione "2.HC Con solo Pb" dove insieme a endecasartorite, decatriasartorite, incomsartorite ed écrinsite forma il sistema nº 2.HC.05e.
Anche nella Sistematica dei lapis (Lapis-Systematik) di Stefan Weiß l'eptasartorite è elencata nella classe dei "solfuri e solfosali" e da lì nella sottoclasse dei "solfosali (S : As,Sb,Bi = x)" dove si trova nella sezione dei "solfosali di piombo con As/Sb (x= 2,3 - 1,8)"; qui forma il sistema nº 	
II/E.25 insieme a argentoliveingite, barikaite, carducciite, decatriasartorite, endecasartorite, enneasartorite, guettardite, hyršlite, incomsartorite, liveingite, marumoite, polloneite, rathite, sartorite e twinnite.

## Abito cristallino
L'eptasartorite cristallizza nel sistema monoclino nel gruppo spaziale P21/c (gruppo nº 14) con i parametri reticolari a = 29,269(2) Å, b = 7,8768(5)Å, c = 20,128(2) Å e β = 102,065(2)°, oltre a 1 unità di formula per cella unitaria.

## Origine e giacitura
L'eptasartorite è stata trovata nelle dolomie in paragenesi con enneasartorite. È un minerale molto raro ed è stato trovato solo nella cava di "Lengenbach" nella valle di Binn (nel Canton Vallese in Svizzera) e a Turinsk, nell'oblast' di Sverdlovsk (Russia).

## Forma in cui si presenta in natura
L'eptasartorite si forma in piccoli cristalli dalla forma non ben definita; la lucentezza è metallica e il colore è grigio-piombo con rari riflessi interni rosso scuro. Il colore del suo striscio sulla mattonella di prova è marrone scuro.